# Temporada de huracanes del Pacífico

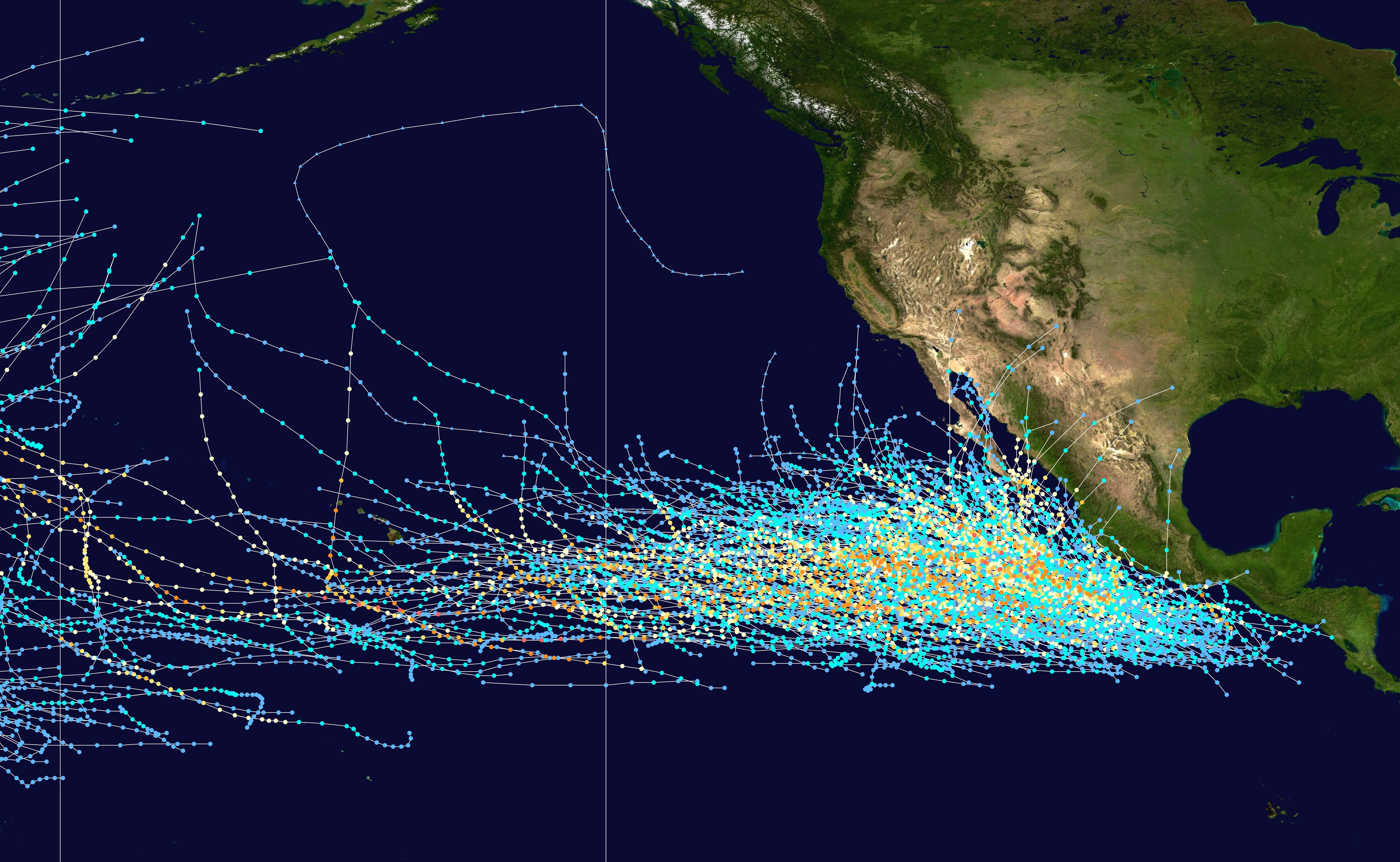
Trayectorias de ciclones tropicales del Pacífico oriental entre 1980 y 2005

Un huracán del Pacífico es un ciclón tropical que se desarrolla dentro del Océano Pacífico oriental y central al este de 180°O, al norte del ecuador. Para fines de advertencia de ciclones tropicales, el Pacífico norte se divide en tres regiones: la oriental (América del Norte a 140°W), central (140°W a 180°). Fenómenos idénticos en el Pacífico norte occidental se llaman tifones. Sin embargo, esta separación entre las dos cuencas tiene una conveniencia práctica, ya que los ciclones tropicales rara vez se forman en el Pacífico norte central debido a la alta cizalladura vertical del viento, y pocos cruzan la línea de tiempo.

## Listas de las temporadas
| Periodo | Temporadas                                                 |
| ------- | ---------------------------------------------------------- |
| 1970s   | 1970, 1971, 1972, 1973, 1974, 1975, 1976, 1977, 1978, 1979 |
| 1980s   | 1980, 1981, 1982, 1983, 1984, 1985, 1986, 1987, 1988, 1989 |
| 1990s   | 1990, 1991, 1992, 1993, 1994, 1995, 1996, 1997, 1998, 1999 |
| 2000s   | 2000, 2001, 2002, 2003, 2004, 2005, 2006, 2007, 2008. 2009 |
| 2010s   | 2010, 2011, 2012, 2013, 2014, 2015, 2016, 2017, 2018, 2019 |
| 2020s   | 2020, 2021, 2022, 2023, 2024, 2025, 2026                   |

## Historia

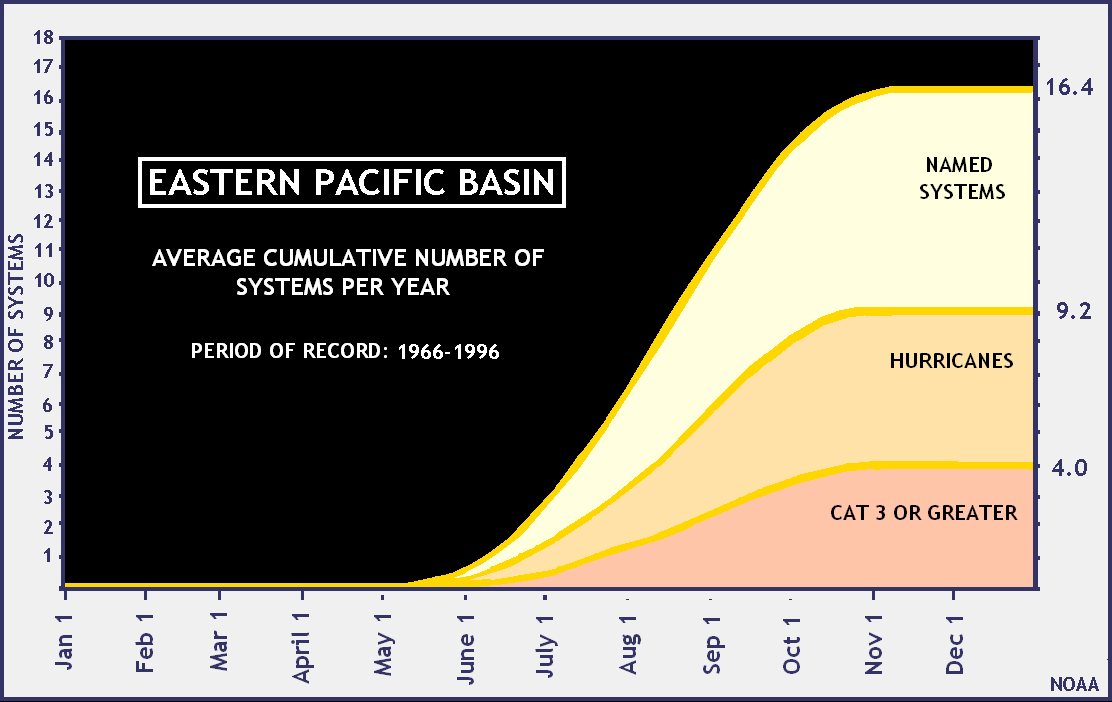
Número acumulado promedio de ciclones tropicales en el Pacífico norte

La documentación de los huracanes del Pacífico data de la colonización española de México, cuando los militares y las misiones escribieron sobre "tempestades". En 1730, tales cuentas indicaron una comprensión de las tormentas. Después de observar la naturaleza rotatoria de los ciclones tropicales, el meteorólogo William Charles Redfield amplió su estudio para incluir tormentas en el este del Océano Pacífico Norte a mediados del siglo XIX. Entre junio y octubre de 1850, Redfield observó cinco ciclones tropicales a lo largo de "la costa suroccidental de América del Norte", junto con uno en cada uno de los tres años siguientes. En 1895, Cleveland Abbe informó de la presencia de muchas tormentas entre 5 ° y 15 °-N en el Pacífico oriental, aunque muchas de esas tormentas se disiparon antes de afectar a la costa mexicana. Dos años más tarde, la Oficina Alemana de Hidrografía Deutsche Seewarte documentó 45 tormentas desde 1832 hasta 1892 en la costa oeste de México.
A pesar de la documentación de las tormentas en la región, la posición oficial de la Oficina Meteorológica de los Estados Unidos negó la existencia de tales tormentas. En 1910, la agencia informó sobre los ciclones tropicales globales, señalando que "la ocurrencia de tormentas tropicales se limita a los meses de verano y otoño de los respectivos hemisferios y a las partes occidentales de los diversos océanos". En 1913, el Buró Meteorológico reforzó su posición al excluir las tormentas del Pacífico entre cinco cuencas de ciclones tropicales; sin embargo, la agencia reconoció la existencia de "ciertos ciclones que se han rastreado durante una distancia relativamente corta a lo largo de un rumbo noroeste ... al oeste de América Central.
Después de que California se convirtiera en un estado y el descubrimiento de oro allí en 1848, el tráfico marítimo comenzó a aumentar constantemente en el Pacífico oriental. Dicha actividad aumentó aún más después de la apertura del Canal de Panamá en 1914, y las rutas de navegación se movieron más cerca de la costa. Alrededor de 1920, los huracanes del Pacífico fueron reconocidos oficialmente debido a las observaciones de barcos, el servicio de radio y una red meteorológica recientemente creada en el oeste de México. En 60 años, nuevos estudios de la actividad tropical de la región indicaron que el Pacífico oriental era la segunda cuenca más activa del mundo.
Durante la década de 1920, algunos documentos en el Monthly Weather Review informaron tormentas adicionales a 2.200 millas (3.200 km) de la costa mexicana.

## Climatología
La presencia de un área de alta presión semipermanente conocida como la Alta del Pacífico Norte en el Pacífico oriental es un factor dominante contra la formación de ciclones tropicales en el invierno, ya que la Alta del Pacífico produce cizalladura del viento que causa condiciones ambientales para la formación de ciclones tropicales no ser propicio. Sus efectos en la cuenca central del Pacífico generalmente están relacionados con mantener los ciclones alejados de las islas hawaianas. Debido a los vientos alisios hacia el oeste, los huracanes en el Pacífico rara vez se dirigen hacia el este, a menos que sean atravesados por un canal. 
Un segundo factor que impide que se formen ciclones tropicales durante el invierno es la ocupación de un área semipermanente de baja presión designada Aleutian Low entre enero y abril. Su presencia sobre el oeste de Canadá y el noroeste de los Estados Unidos contribuye a las precipitaciones de la zona en esa duración. Además, sus efectos en el Pacífico central cerca de 160°O provocan que las ondas tropicales que se forman en el área se desvíen hacia el norte en el Golfo de Alaska y se disipen. El retroceso de este bajo permite a la parte alta del Pacífico retirarse también al Pacífico central, dejando un ambiente cálido y húmedo a su paso. La Zona de Convergencia Intertropical se dirige hacia el norte hacia el este del Pacífico a mediados de mayo, lo que permite la formación de las primeras olas tropicales, coincidiendo con el inicio de la temporada de huracanes del Pacífico oriental el 15 de mayo.

## Cuencas

### Pacífico nororiental

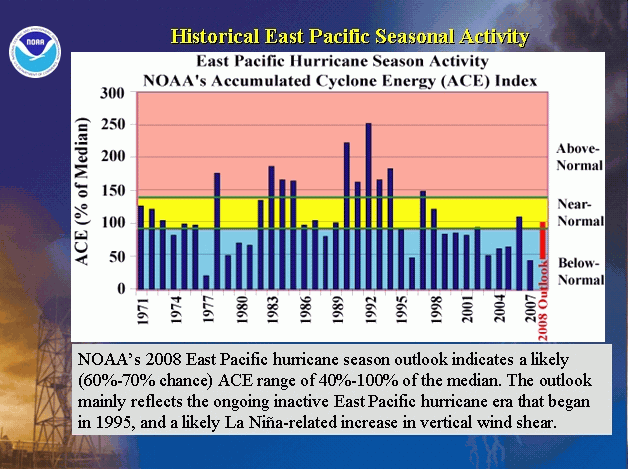
Actividad estacional histórica del Pacífico oriental, entre 1971 y 2007. Los datos sobre la Energía Ciclonica Acumulada se consideran confiables a partir de la temporada de 1971.

La temporada de huracanes se extiende entre el 15 de mayo y el 30 de noviembre de cada año. Estas fechas abarcan la gran mayoría de la actividad de ciclones tropicales en esta región.
El Centro Meteorológico Regional Especializado para esta cuenca es el Centro Nacional de Huracanes de los Estados Unidos. Los pronosticadores anteriores son el Centro de Huracanes del Pacífico Oriental y el Centro Conjunto de Advertencia de Huracanes. El CMRE supervisa el Pacífico oriental y emite informes, avisos y advertencias sobre los sistemas meteorológicos tropicales y los ciclones, tal como los define la Organización Meteorológica Mundial.
Esta área es, en promedio, la segunda cuenca más activa del mundo. Hay un promedio de 16 tormentas tropicales por año, de las cuales 9 se convierten en huracanes y 4 se convierten en huracanes mayores. Los ciclones tropicales en esta región frecuentemente afectan el territorio continental de México y las islas Revillagigedo. Con menos frecuencia, un sistema afectará a los Estados Unidos continentales o América Central. Los huracanes en dirección norte generalmente se reducen a tormentas tropicales o se disipan antes de llegar a los Estados Unidos: solo hay un caso registrado de un sistema del Pacífico que llega a California como huracán en casi 200 años de observaciones: el Huracán de San Diego de 1858.
La mayoría de los huracanes del Pacífico oriental se originan a partir de una onda tropical que se desplaza hacia el oeste a través de la zona de convergencia intertropical, y en el norte de América del Sur. Una vez que llega al Pacífico, comienza a desarrollarse una superficie baja, sin embargo, con poca o ninguna convección. Después de llegar al Pacífico, comienza a moverse hacia el noroeste y finalmente hacia el oeste. En ese momento, desarrolla la actividad de convección y tormenta de las cálidas temperaturas oceánicas, pero permanece desorganizada. Una vez que la ola tropical se organiza, se convierte en una depresión tropical. 

En la temporada de 2016, hubo cuatro ciclones tropicales activos el 22 de julio. De izquierda a derecha: Darby, Estelle, Ocho-E (que pronto se convertiría como Georgette) y Frank.

La formación generalmente ocurre desde el sur del Golfo de Tehuantepec hasta el sur de Baja California con una ubicación más al oeste al comienzo de la temporada. En el Pacífico oriental, el desarrollo está más centrado que en cualquier otro lugar. Si la cizalladura del viento es baja, un ciclón tropical puede experimentar una intensificación rápida como resultado de océanos muy cálidos, convirtiéndose en un huracán importante. Los ciclones tropicales se debilitan una vez que alcanzan áreas desfavorables para la formación de un ciclón tropical. Sus restos a veces llegan a Hawái y causan lluvias allí.[cita requerida]
Hay algunos tipos de pistas de huracanes en el Pacífico: una es una pista del oeste, otra se mueve hacia el noroeste a lo largo de Baja California y otra se mueve hacia el norte. A veces, las tormentas pueden moverse hacia el noreste, ya sea a través de América Central o el territorio continental de México y, posiblemente, entrar en el Mar Caribe convirtiéndose en un ciclón tropical de la cuenca del Atlántico Norte, pero estos son raros.[cita requerida]

### Pacífico central
La temporada de huracanes se extiende desde el 1 de junio hasta el 30 de noviembre, con un fuerte pico entre los meses de agosto y septiembre. Sin embargo, los ciclones tropicales se han formado fuera de esas fechas. Si un ciclón tropical ingresa al Pacífico norte central desde el Pacífico norte occidental, donde ocurren todo el año, o desde el Pacífico norte oriental, donde la temporada comienza en mayo, no es sabido si tal sistema será considerado fuera de temporada o no.
El Centro de Huracanes del Pacífico Central es el CMRE de esta cuenca y monitorea las tormentas que se desarrollan o se mueven dentro del área de responsabilidad definida. Un pronosticador anterior fue el Centro Conjunto de Advertencia de Huracanes.
Los huracanes del Pacífico central son raros y en promedio se forman o se mueven 3 o 4 tormentas en esta área por año. Muy a menudo, las tormentas que ocurren en el área son débiles y a menudo disminuyen su fuerza al ingresar. Las únicas masas de tierra impactadas por los ciclones tropicales en esta región son Hawái y Atolón Johnston. Debido al pequeño tamaño de las islas en relación con el Océano Pacífico, los impactos directos y las caídas son raras.

## Factores de dirección
Los huracanes en el Pacífico oriental tienden a moverse hacia el oeste hacia el mar, sin dañar tierra. Sin embargo, los huracanes pueden recurrir hacia el norte o el noreste, llegando a Centroamérica o México temprano y tarde en la temporada de huracanes.